# Scopula plantagenaria
Scopula plantagenaria är en fjärilsart som beskrevs av George Duryea Hulst 1887. Scopula plantagenaria ingår i släktet Scopula och familjen mätare. Inga underarter finns listade.